# Amyntor (Sohn des Aigyptos)
Amyntor (altgriechisch Ἀμύντωρ Amýntōr) ist in der griechischen Mythologie einer der 50 Söhne des Aigyptos, des Zwillingsbruders von Danaos, der daher zu den Aigyptiaden zählt. 
Laut der schlecht überlieferten, unvollständigen Liste mit 47 von 50 Danaidenpaarungen in den Fabulae des Hyginus Mythographus wurde er von seiner Gemahlin Damone in der Hochzeitsnacht getötet.